# ميرزا فتالي أخوندوف
ميرزا فتالي اخوندوف (12 يوليو 1812 في شاكي، أذربيجان - 9 مارس 1878 في تفليس) فيلسوف وكاتب مسرحي ومؤسس النقد الأدبي الحديث. زادت شهرته بعد أن كتب مسرحيات مقتبسة من الأدب الأوروبي باللغة الأذرية. بدأ أخوندوف مرحلة جديدة في تطوير الأدب الأذري ويعتبر أيضا واحدًا من مؤسسي الأدب الإيراني الحديث، وأحد المنادين بالقومية الإيرانية الحديثة.

## روابط خارجية
- ميرزا فتالي أخوندوف على موقع الموسوعة البريطانية (الإنجليزية)